# Rundkirke
 Denne artikel bør gennemlæses af en person med fagkendskab for at sikre den faglige korrekthed.

En rundkirke er en kirke med et rundt kirkeskib. I stedet for sideskibe har den en central kerne, der kan være rund eller ottekantet, med en rund, otte- eller 16-kantet ydermur, der danner en omgang, der kan benyttes til processioner, påskespil o.lign.

## Formålet
F.Kr. blev runde gravmæler opført af rige familier eller herskere. I Italien findes flere runde kirker og baptisterier (dåbskapeller) opført, når et område var kristnet. San Stefano Rotondo i Rom er en af de største og ældste rundkirker, der kendes. Den blev bygget i 400-tallet. Nogle af de første blev bygget over en hellig grav som gravkirken i Jerusalem over Jesu grav eller i borgen Hradcany i Prag med Sankt Vitus-rotunden, hvor Sankt Vitus katedralen nu står. I Tjekkiet, Polen og andre slaviske lande blev der bygget mange små runde sognekirker, mens de første andre steder var større.
Større ottekantede kirker ligger i Ravenna, i Aachen og andre steder i det tysk-romerske rige. Ottetallet havde stor betydning for de kristne, og mange dåbskapeller er ottekantede.
Nogle kirker var kopier af eller indviet til Den Hellige Grav i Jerusalem. Alle kirker kunne få en "grav" med relikvier af helgener. Også andre træk efterlignede Gravkirken: antallet af søjler, en stiliseret udgave af Golgata med Jesus på korset etc.
Karl den Stores kapel i Aachen fra omkring 800 var inspireret af Gravkirken i Jerusalem og San Vitale i Ravenna fra ca. 530. San Vitales grundplan er en oktogon, der kan være inspireret af en bygning fra Konstantins palads i Antiochia. I Armenien, der var den første kristne stat, udviklede centralkirken sig fra de tidlige århundreder med en firkantet (kvadratisk eller rektangulær) bygning, som blev forsynet med en halvkuppel, en kuppel eller et tårn. I Karl den Stores rige blev opført en del kirker, der var ottekantede, men havde en ottekantet eller en sekstenkantet omgang.
Efterhånden medførte samkvemmet mellem landene, at der opstod blandingsformer, også hvad angår udsmykning, og senere begyndte mindre, runde kapeller og kirker at sprede sig over Europa.

## Runde gravmæler
Før Jesu død var der runde templer og runde gravmæler. Uden for Rom ligger Marcus Licinius Crassus' svigerdatters gravmæle ved Via Appia. I centrum af Rom ligger kejser Augustus' mausoleum fra 1. århundrede f.Kr. Roms runde tempel for Vesta, for alle guder, Pantheon, og kejser Hadrians gravmæle Engelsborg.
Konstantin den Stores mausoleum fik en rotunde, ligesom gravmælet for kejser Galerius i Thessaloniki og St. Georgs kirke i Sofia i 300-tallet.

## Udsendte munke aftegnede Gravkirken
Mange rundkirker og runde kapeller i Europa blev i middelalderen bygget med forbillede i rotunden i Gravkirken i Jerusalem eller i Karl den Stores oktogonale paladskapel i Aachen. I forbindelse med sin plan for byens kirker sendte biskop Meinwerk i Paderborn i 1032 munken Wino til Jerusalem for at opmåle Gravkirken. Den lå som ruin på grund af krigsødelæggelser, og Wino fik oplysninger fra de lokale om bygningen. Resultatet blev i 1036 Bußdorf rundkirke i Paderborn, som blev ombygget til en kirke med korsformet ottekantet grundplan, og senere til en basilika-lignende kirke med tre tårne. Det specielle ved Bußdorf er, at munken Rikvald løb bort fra klostret og blev biskop i Lund 1072-89, mens Svend Estridsen var konge. Selv om nogen af rundkirkerne i Sverige og på Bornholm er af nyere dato, kan det muligvis være ham, der har haft ideen om rundkirker, der afviger fra Bjernede Kirke på Sjælland, Horne Kirke ved Fåborg, og Thorsager på Djursland.
En tegning af gravkirken i Jerusalem blev lavet af munken Arculfus omkring 680. Da han besøgte Jerusalem, lå den kirke, som var opført på foranledning af kejser Konstantin i første halvdel af 300-tallet, også delvis i ruiner. På baggrund af Bußdorf kirkes oprindelige udseende er det muligt, at Wino fra Paderborn, der formentlig rejste via Byzans, kan have besøgt Gregor fra Nyssas kirke i Lilleasien (nu Nevsehir) eller lignende kirker. Det kunne være grunden til, at Bußdorf kirke også blev opført som en korsformet oktogon. En kirke ved borgen Krukenburg i Helmarshausen og Michaeliskirken i Fulda blev opførte med en korsformet grundplan med fire diagonale apsider på rotunden.
I de første århundreder efter Jesu død var der olielamper over hans grav, og rundt om den en søjlekreds med fire eller seks søjler med et konisk dække (en form for baldakin). Senere blev der opstillet en søjlekreds i Gravkirken. Midt i den blev der opstillet et ædikulum, et nærmest overdimensioneret skab.

## Også korsfarere blev inspireret
Religionshistorikere har beskæftiget sig med den inspiration, som korsfarerne fik i Jerusalem efter 1099. De runde kirker i Europa havde ikke kun med korstogene at gøre. Pilgrimme vendte hjem fra Jerusalem med ideer og planer for nye kirker. Johanniterridderne og tempelridderne og adelsmænd fik opført kirker efter deres hoved.
Fx i Northampton i England, hvor en rundkirke blev opført for Simon af Senlis, der deltog i det første korstog. Rundkirken i Cambridge blev opført af Johanniterne (Hospitalsridderne) og tempelridderne opførte Temple Church i London, mens andre er 16-kantede (Tomar), ottekantede eller 12-kantede. En del korsfarere og borgere i Jerusalem mente i middelalderen, at Klippekuplen (Qubbat al-Sakhra, eng. Dome of the Rock, ty. Felsendom) var en del af det Salomons tempel og indrettede den til kirke. Klippekuplen var bygget som et byzantinsk martyrium (otte-kantet), og dets indre var inspireret af Gravkirken.

## Mange efterligninger af graven
I middelalderen blev der opført efterligninger af Den hellige Grav: "Den ukendte soldats grav" i mange lande ligner "den hellige grav". I Tyskland findes 15, og der findes også lokale ædikula efter lokal stil. I mange kirker ses helt eller delvist runde kapeller, og i talrige kirker fra middelalderen ses søjler som dem, der er på de første gengivelser af Jesu grav.
De tre danske rundkirker i Bjernede, Horne og Thorsager har samme grundplan som kirken i Schlamersdorf i Wagrien. Den kan sagtens være set af Valdemar den Store og hans betroede mænd Esbern Snare, Peder Torstensen og Absalon under et togt i nabobyen Bornhøved. Det var Skjalm Hvides efterkommere, der fik opført kirkerne i Bjernede (Sune Ebbesen), Pedersborg (Peder Torstensen) Thorsager (Peder Vognsen, der var gift med Cecilia Skjalmsdatter, Peder Torstensens barnebarn). De tre rundkirker blev opført til brug for kongen og hans nærmeste ved kongsgårde eller som stormandsgårde. Rundkirken i Horne er tilbygget (som Valleberga Kirke i nærheden af Ystad), og den er nu hvidkalket som de bornholmske, mens kirken i Bjernede er opført af kampesten og teglsten og kirken i Thorsager er i teglsten. Knud Lavard var i øvrigt knees i det område, hvor Schlamersdorf ligger, så også han har måske set både den runde kirke der og den runde Sankt Michaelis Kirke på Mikkelsbjerg i Slesvig.
Der skal også have været en lille rund kirke eller rundt kapel i muren omkring Helsingborg slot, hvor Kärnan står tilbage.

## De første danske rundkirker
Byggematerialet giver en idé om, hvornår kirkerne blev opført. Det var lombardere, der lærte danskerne at brænde teglsten. Munkene i Bourgogne har måske lært dem brænde tegl og bygge med dem. Cistercienserne byggede adskillige klostre i Lombardiet inden Esrum Kloster. De første rundkirker er bygget før 1140. Bortset måske på Bornholm, hvor der var granit nok.
Esrum Kloster er bygget af teglsten i 1140'erne. Søborg Kirke i 1140'erne (jf. Risø); Søborg Slot i 1140'erne bygget af teglsten; Sorø Klosterkirke i 1160'erne er bygget af teglsten; Antvorskov Kloster 1164 delvis bygget af teglsten; Bjernede kirke 1170 i kvadrer og tegl; Sankt Bendts Kirke i Ringsted i 1170 i teglsten; Thorsager Kirke i 1200 i teglsten.
Aldersforskellen viser, at man blev dygtigere til at brænde tegl. Det ses af leret, brændingstemperaturen og brændetiden. Søborg kirke, kirken i Bjernede kirke og Sankt Bendts kirke i Ringsted er "farverige" bygninger, mens Thorsager Kirke virker ensfarvet. Flere af kirkerne er restaureret i nyere tid. I Bjernede ses nederst pænt forarbejdede rundhuggede marksten, kvadrer.
Horne kirke er opført af kvadrer og kan være opført før 1140'erne. Ifølge Hugo Frölen kan den være fra 1110. Om det var den velhavende Hvideslægt, andre adelsmænd eller kongen, der lod Horne kirke bygge, vides ikke.
Borge og kirker blev bygget af teglsten, så snart metoden kom til Danmark ca. 1140'erne. Østerlars er som mange andre danske kirker bygget af kløvede kampesten, hvoraf få er tilhugget. Kirken er senere stivet af med syv store støttepiller.

## Danmark
I Danmark findes der syv bevarede rundkirker fra middelalderen, heraf fire på Bornholm. Disse har over skibet eller koret haft mindst ét svært tilgængeligt stokværk med skydehuller, da de skulle tjene som tilflugtssted i urolige tider.
- Bjernede Kirke, Bjernede Sogn, Sjælland
- Horne Kirke, Horne Sogn, Fyn
- Ny Kirke, Nyker Sogn, Bornholm
- Nylars Kirke, Nylarsker Sogn, Bornholm
- Sankt Ols Kirke, Olsker Sogn, Bornholm
- Thorsager Kirke, Thorsager Sogn, Jylland
- Østerlars Kirke i Østerlarsker Sogn, Bornholm[3]

Desuden findes et genopbygget murstykke, som er bygget af rester fra den for længst nedrevne rundkirke ved Pedersborg Kirke på Sjælland. Der er fundet rester af en rundkirke i Roskilde, Allehelgens kirke. Derudover har der været rundkirker eller kapeller i Himlingøje, i Hørve af samme type som i Bjernede, formentligt bygget af Hvideslægten, i Farendløse, Selsø og Søborg, og i kirkemuren ved Malling Kirke ses resterne af et kapel.
Det er normalt middelalderkirkerne der opfattes som rundkirker, men der findes nyere kirker i Danmark med rundt skib. Også Christian IV ville have en stor rund kirke, Templum Rotundum eller Sankt Annæ Rotunden, som blev påbegyndt på grunden ved Øster Voldgade og Sølvgade, men som ikke blev færdigbygget. Desuden er der
- Nyord Kirke i Nyord Sogn, opført i 1846
- Marmorkirken i København, færdigbygget 1894
- Ungdomsbyens Kirke i Islev, opført 1960-61[4]
- Østervangkirken i Glostrup Sogn, opført 1967-1970
- Helligtrekongers Kirke i Vallensbæk Sogn, opført 2011-2012[5]

Kirker med ottekantede skibe kan i Skandinavien bl.a. ses i St. Heddinge og i Visby på Gotland.

## England
I England findes der fire middelalderlige rundkirker:
- Church of the Holy Sepulchre, Cambridge
- Temple Church, London
- Little Maplestead Church, Essex
- Church of the Holy Sepulchre, Northampton

## Italien
I Italien findes rundkirker:
- Rotonda di San Lorenzo – Mantova
- San Giovanni al Sepolcro – Brindisi
- Santo Sepolcro (Chiesa di San Pietro in Consavia) – Asti
- Cappella di San Galgano a Montesiepi – Siena
- Santuario di Santa Maria delle Grazie di Fornò – Forlì
- Chiesa di San Bernardo alle Terme – Rom
- Chiesa s. Stefano Rotunda – Rom
- Chiesa s. Constanza – Rom

## Norge
- St. Olof (Tønsberg)[3][6]

## Sverige
I Sverige finder man bl.a. følgende rundkirker:
- Bromma kyrka
- Solna kyrka
- Munsö kyrka
- Vårdsbergs kyrka
- Hagby kyrka
- Voxtorp kyrka
- Valleberga kyrka
- Skörstorps kyrka

### Nedrevne rundkirker i Sverige
- Tjärstad kyrka
- Agnestad Kirke
- Dimbo Kirke
- Et kapel i Helsingborg (i Kärnan)
- Klåstad Kirke

## Ungarn
I Ungarn finder man bl.a. følgende rundkirker:
- Sankt Anna Kirke, Kallósd
- Öskü Rundkirke, Öskü

## Fodnoter
1. ↑  San Stefano Rotondo i Rom
2. ↑  Lorenz Bergmann: Kirkehistorie, bind 1 (s. 210), forlaget Haase, København 1973
3. 1 2 3 4 5  Salmonsen, s. 508
4. ↑  "Danske kirker - Ungdomsbyens Kirke". Arkiveret fra originalen 29. december 2017. Hentet 29. december 2017.
5. ↑  Lorentz Dietrichson: Omrids af den kirkelige Kunstarkæologi, Kristiania 1902; s. 24